# Krasnogorodsk
Krasnogorodsk (en rus: Красногородск) és un poble (un possiólok) de l'óblast de Pskov, a Rússia, segons el cens del 2021 tenia 3.521 habitants. És el centre administratiu del districte (raion) homònim.